# Madone de Kiev
La Madone de Kiev est l’image, devenue emblématique, d'une femme allaitant un enfant dans le métro de Kiev, lors du bombardement de la capitale ukrainienne par les forces armées de la fédération de Russie, en 2022. La photo originelle, prise par le journaliste András Földes, est devenue populaire sur Internet comme illustration simultanée de la crise humanitaire et de l’injustice de la guerre. Elle a inspiré à l’artiste Marina Solomenikova la création d’une icône exposée dans une église de Mugnano di Napoli, en Italie, qui est elle-même devenue un symbole de résistance et d'espoir.

## Photographie
Dans les premiers jours de l’invasion russe en Ukraine, la vue de Tatiana Blizniak, 27 ans, allaitant Marichka, sa fille de trois mois, dans les tunnels du métro de Kiev, a attiré l'attention du journaliste hongrois András Földes, qui les a photographiées sur le vif. La femme s’était réfugiée dans le métro, avec son mari et son enfant, le 25 février 2022. Alors qu'ils devaient être évacués le lendemain, ils n'ont pu sortir du tunnel dans lequel ils s'abritaient en raison des combats,. Par la suite, Tatiana Blizniak s'est réfugiée à Lviv. Via Internet, la photo est parvenue jusqu'à l’église San Biagio de Naples, où elle a été affichée par Luigi Santopaolo ; celui-ci, qui s'occupait des réfugiés ukrainiens, a constaté que les croyants demandaient à prier devant l'image.

## Tableau
Sur Internet, la photo est devenue virale, au point d’être reprise jusque sur le site officiel du Vatican. Elle a inspiré à l'artiste ukrainienne Marina Solomenikova, de Dnipro, un portrait de Marie allaitant son bébé, portant en guise de voile une coiffe féminine ukrainienne, sa tête s’inscrivant sur le fond d’un plan de métro. Le 5 mars 2020, l'artiste a mis en ligne ce portrait sur Internet. À la demande du prêtre jésuite Vyacheslav Okun, une copie sur toile de cette Madone du métro a été envoyée en Italie pour être conservée dans la paroisse où il devait servir. Lors du jeudi saint, l'archevêque de Naples a consacré le tableau en tant qu’objet de culte. L'icône, surnommée Madone de Kiev, a été exposée dans l'église du Sacré-Cœur de Jésus de Mugnano di Napoli. Elle a été consacrée par le pape François le 25 mars 2022.

## Portée
La photographie est devenue tout à la fois une illustration de la crise humanitaire et de l’injustice de la guerre, et un symbole des espoirs et de la résistance silencieuse des Ukrainiens. Le portrait, à son tour, à travers la figure de la mère de Jésus de Nazareth, qui dut se protéger de la menace d'Hérode le Grand, est aujourd'hui considéré comme un symbole de la Marie moderne, qui s’abrite de la violence de la guerre pour allaiter son bébé. Il évoque également la Vierge de Kiev, icône remarquable par sa place dans l'histoire et l'identité nationale de l'Ukraine : utilisée à l'époque de l’URSS comme symbole du nationalisme ukrainien et de la résistance à la domination soviétique, elle est aujourd’hui considérée comme un trésor culturel et un symbole de l'identité et du patrimoine ukrainiens,.